# Claude-Antoine Péccot

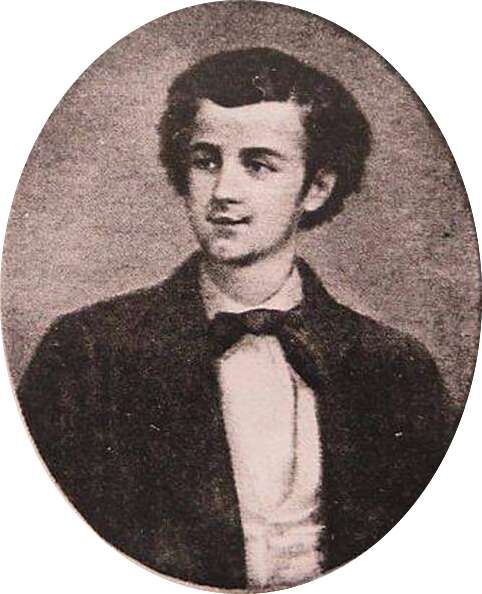
Claude-Antoine Péccot

Claude-Antoine Péccot (* 27. April 1856 in Auteuil, damals bei Paris; † 18. September 1876 in Paris) war ein französischer Mathematiker und Pianist, der als „Wunderkind“ galt.
Er ist bekannt als Namensgeber der Péccot(-Vimont)-Stiftung, des Péccot(-Vimont)-Preises sowie der Péccot-Vorlesungen des Collège de France.

## Leben
Claude-Antoine Péccots Vater ist unbekannt. Seine Mutter Julie-Anne Antoinette Péccot wählte als Patentante ihre beste Freundin Claudine Lafont, die Tochter des Arztes Lafont, der Direktor der École de Médecine (Medizinschule) von Nantes war. Péccot hatte eine zarte Gesundheit.
Als 1870 der Deutsch-Französische Krieg (1870–1871) ausbrach, zogen Claude, seine Mutter sowie seine Patin nach Orvault. Sobald es die Umstände zuließen, kehrte er nach Paris zurück, um dort sein Studium fortzusetzen. Im Alter von 19 Jahren erhielt Péccot ein Lizenziat (etwa gleichrangig mit dem Bachelor) der Naturwissenschaften und besuchte an der Sorbonne, der Universität von Paris, einige Vorlesungen zur Analysis (damals bekannt als „transzendentale Mathematik“).
Mit 20 Jahren starb Claude-Antoine Péccot an einer Erkrankung, die Folge von Überarbeitung war.

## Ehrungen
Claudine Lafont gab 1895 ein Mausoleum zu Ehren ihres Patenkindes in Auftrag, um dessen frühes Talent zu würdigen. Dieses Mausoleum ist ein kleines hexagonales Gebäude, welches sich beim Dorf von Le Bas Cormier in Orvault befindet. Außerdem ist in Orvault eine Straße, die Avenue Claude-Antoine Péccot, nach Péccot benannt.
Aus einer Stiftung von Claudine Lafont (Witwe André Eugène Vimonts) und Julie-Anne Antoinette Péccot entstand die nach Péccot benannte Fondation Claude-Antoine Péccot bzw. Fondation Péccot-Vimont (Péccot[-Vimont]-Stiftung), die jedes Jahr am Collège de France (oder der École normale supérieure) die Cours Péccot (Péccot-Vorlesungen) von ein bis drei Nachwuchsmathematikern (Alter unter 30 Jahren) stiftet. Die Stiftung sponserte auch den Prix Péccot resp. Prix Péccot-Vimont (Péccot[-Vimont]-Preis) des Collège de France.